# Landsverk L-181

Ландсверк Л-181 (швед. Landsverk L-181) — шведский тяжёлый бронеавтомобиль, разработанный в 1933 году компанией «Ландсверк» (швед. «Landsverk») на базе коммерческого грузового автомобиля Mercedes-Benz G 3a/P и предназначался для экспортных поставок. В шведской армии не использовался. Поставлялся на экспорт в Литву и Нидерланды.

## Тактико-технические характеристики
| Размеры                              |                                                         |                                                            |
| Длина, м                             | 5600                                                    | 5690                                                       |
| Ширина, м                            | 2000                                                    | 2010                                                       |
| Высота, м                            | 2350                                                    | 2460                                                       |
| Боевая масса, т                      | 6                                                       | 6,2                                                        |
| Бронирование, мм                     | нет данных                                              | нет данных                                                 |
| Вооружение                           |                                                         |                                                            |
| Пушка                                | 1 x 20 мм Oerlikon                                      | 1 × 37-мм Bofors                                           |
| Боекомплект пушки                    | нет данных                                              | 48                                                         |
| Пулемёты                             | 2 × 7,92 мм Maxim                                       | 3 × 7,92 мм Lewis                                          |
| Боекомплект пулемётов                | нет данных                                              | 3600                                                       |
| Подвижность                          |                                                         |                                                            |
| Двигатель                            | Бензиновый 6-цилиндровый рядный Mercedes-Benz, 65 л. с. | Бензиновый 6-цилиндровый рядный Daimler-Benz М09, 80 л. с. |
| Максимальная скорость по шоссе, км/ч | нет данных                                              | 60                                                         |
| Запас хода по шоссе, км              | нет данных                                              | 170                                                        |

## Состоял на вооружении
| Род сил         |                     |                                                               |
| литовская армия | нидерландская армия | полиция порядка                                               |
| Количество      |                     |                                                               |
| 6               | 12                  | некоторое количество трофейных нидерландских бронеавтомобилей |

- L-181 литовской армии
- L-181 нидерландской армии